# George I của Anh
George I (George Louis; tiếng Đức: Georg Ludwig; 28 Tháng 5 năm 1660 – 11 tháng 6 năm 1727) là Quốc vương Liên hiệp Anh và Ireland từ ngày 1 tháng 8 năm 1714 cho đến khi băng hà, và người cai trị của Hanover trong Đế quốc La Mã Thần thánh từ năm 1698.
George sinh ra ở Niedersachsen, nay là nước Đức, và cuối cùng được thừa kế danh hiệu và đất đai của Công tước của Brunswick-Lüneburg từ cha và chú mình. Một loạt các cuộc chiến tranh châu Âu được mở rộng cương thổ Đức của ông trong suốt cuộc đời của mình, và năm 1708 ông được phê chuẩn là Tuyển hầu tước - Vương hầu của Hanover. Năm 1714, sau cái chết của mẹ ông, Sophie và nữ vương Anne, George chính thức đăng cơ kế vị tại nước Anh ở tuổi 54. Mặc dù xét về quan hệ huyết thống với Anne, George Louis đứng sau 50 thành viên hoàng tộc khác theo Công giáo, song theo đạo luật kế vị năm 1701, thì những người theo Công giáo bị tước hết quyền kế vị ở Anh, do đó George và mẹ của ông giành được quyền bước lên ngai vàng sau khi Anne qua đời. Lực lượng Jacobin tìm cách hạ bệ George và thay thế bằng James Francis Edward Stuart, người em trai theo Công giáo của Anne, song cuối cùng thất bại.
Trong triều đại George I nói riêng và cả vương triều Hanover nói chung, quyền lực của quốc vương Anh ngày càng bị hạn chế, nước Anh dần chuyển từ một nền quân chủ chuyên chế sang nền quân chủ lập hiến như hiện nay, với thực quyền nằm trong tay chính phủ nội các đứng đầu là thủ tướng. Đến cuối triều đại của ông, thực quyền nằm trong tay Sir Robert Walpole, người vẫn được xem là thủ tướng đầu tiên của Vương quốc Anh. George I qua đời vào năm 1727 trên đường về thăm quê hương Hanover, và được chôn cất tại đó.

## Cuộc sống ban đầu
George Louis chào đời vào ngày 28 tháng 5 năm 1660 tại Hanover thuộc Thánh chế La Mã. Ông là con trai cả của Ernest Augustus, Công tước xứ Brunswick-Lüneburg, và vợ của ông, Sophia xứ Palatinate. Sophia là cháu gái của vua James I của Anh thông qua mẹ, Elizabeth của Bohemia.
Trong năm đầu tiên của cuộc đời, George là người thừa kế duy nhất đối với các vùng lãnh thổ của Đức được cai trị bởi cha và ba người chú bác không có con của ông. Năm 1661, em trai ruột của ông, Frederick Augustus, chào đời và hai người (trong gia đình, họ được gọi là Görgen và Gustchen) đã cùng nhau lớn lên. Mẹ của họ đã vắng mặt trong gần một năm (1664 - 1665) trong một kỳ nghỉ an dưỡng dài ở Ý, nhưng bà thường xuyên trao đổi thư từ với các con trai. Sophia rất quan tâm đến việc dạy dỗ các con, thậm chí nhiều hơn so với khi bà trở về. Sau chuyến đi đó, Sophia mang thai Ernest Augustus và sau đó là một người con gái cùng 4 người con trai nữa. Trong một lá thư của mình, Sophia mô tả George là một người có trách nhiệm, có lương tâm và là tấm gương cho các em trai và em gái của ông.
Năm 1675, bác cả của George đã qua đời mà không có người nối dõi, nhưng hai người chú còn lại của ông đã kết hôn, địa vị thừa kế của George bị lung lay vì các chú ông có thể có con, những người con này sẽ thay thế George để kế vị cha họ. Cha George đưa ông đi săn, và hướng dẫn cho ông các vấn đề về quân sự; và cho ông biết về tương lai không chắc chắn của mình. Cũng trong năm đó, Ernest Augustus đã đưa người con trai George-15 tuổi tham gia Chiến tranh Pháp-Hà Lan với mục đích thử nghiệm và đào tạo con trai của mình thông qua trận chiến.
Năm 1679, một người bác khác của George bất ngờ qua đời mà không có con trai và Ernest Augustus đã trở thành Công tước của Calenberg - Göttingen, với thủ phủ đặt tại Hanover. Người chú khác còn sống của George, Georg Wilhelm xứ Celle, đã kết hôn với người tình để hợp pháp hóa đứa con gái duy nhất của ông, Sophia Dorothea của Celle, song ông ta lại không thể có thêm một đứa con nào nữa. Theo Luật Salic, những người thừa kế các vùng lãnh thổ trong đế quốc phải là nam giới, do đó cơ hội thừa kế của George và các anh em của ông tại các vùng đất mà cha và chú họ cai trị đã được đảm bảo. Năm 1682, gia tộc Hanover chấp nhận các nguyên tắc về quyền của người con trưởng, có nghĩa là George sẽ kế thừa tất cả các lãnh thổ và không phải chia sẻ nó với những người anh em của mình.

## Hôn nhân

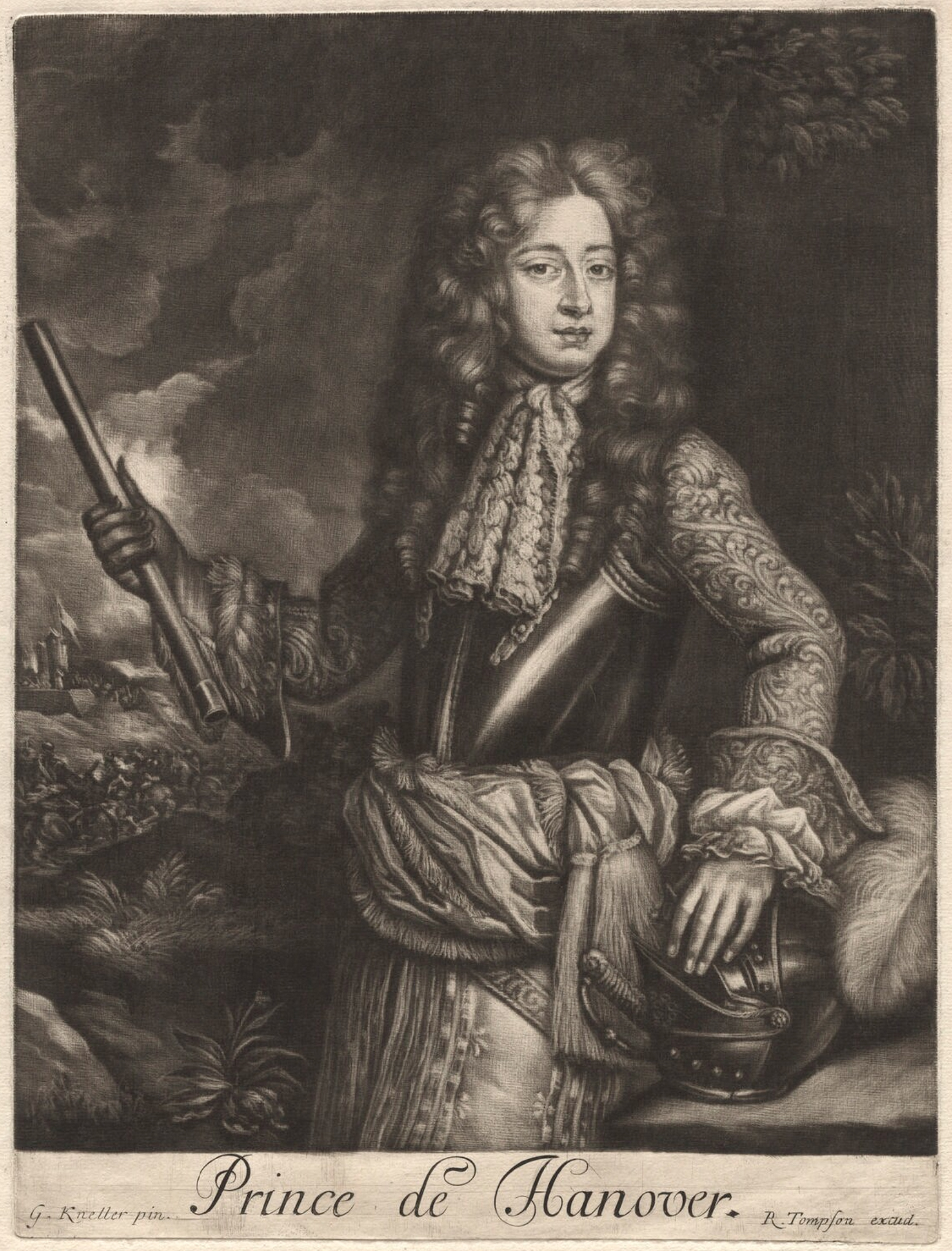
George năm 1680, khi ông là hoàng tử của Hanover.Tác phẩm của Sir Godfrey Kneller.

Cùng năm đó, George thành hôn với người em họ của ông, Sophia Dorothea của Celle, trong một nỗ lực thống nhất các nhánh của gia tộc Hanover. Cuộc hôn nhân chính trị này giúp cho George đảm bảo về quyền lực của mình và đảm bảo cho sự thống nhất của hai gia tộc Hanover và Celle. Mẹ của ông ban đầu phản đối cuộc hôn nhân vì bà cho rằng mẹ của Sophia Dorothea không có xuất thân cao quý, và vì bà nghi ngờ về tính hợp pháp của Sophia Dorothea. Nhưng cuối cùng bà đã chấp nhận vì bị thuyết phục bởi những lợi ích mà cuộc hôn nhân đem lại.
Năm 1683, George và em trai, Friedrich August, tham gia vào Đại chiến Thổ Nhĩ Kỳ trong trận Vienna, và Sophia Dorothea sinh cho George một người con trai. Năm sau, Friedrich August biết được thông tin về nguyên tắc quyền con trưởng, tức là ông sẽ không nhận được bất kì một tước vị và lãnh thổ nào từ cha và chú ông. Sự kiện này dẫn tới sự bất hòa trong nội bộ gia tộc Hanover giữa cha và con trai, vừa giữa hai anh em với nhau, kéo dài đến tận khi Friedrich August chết vào năm 1690 trong một trận chiến. Với sự tình sắp xảy ra là khả năng thống nhất gia tộc Hanover dưới một vương triều duy nhất, và những đóng góp mà gia tộc này mang đến cho đế quốc, Ernest Augustus được bầu làm Tuyển hầu tước của Thánh chế La Mã năm 1692. Khi đó George có rất nhiều triển vọng sẽ là người thừa kế duy nhất cho ngôi vị tuyển hầu của phụ thân và công tước của thúc phụ.
Sophia Dorothea sinh ra một người con gái có cùng tên với bà vào năm 1687, và sau đó bà không còn hạ sinh một người con nào nữa. Tình cảm hai vợ chồng bắt đầu rạn nứt khi George bỏ mặc vợ để chăm lo cho người tình của mình, Melusine von der Schulenburg, họ có với nhau hai người con gái vào các năm 1692 và 1693.. Và Sophia Dorothea, cũng có một cuộc tình với Bá tước người Thụy Điển Philip Christoph von Königsmarck. Để ngăn ngừa những tai tiếng, toàn bộ gia tộc Hanover, bao gồm cả em trai và mẹ của George, yêu cầu Sophia chấm dứt cuộc tình của mình nhưng không được. Theo thông tin từ phe chống đối gia tộc Hanover, và tháng 7 năm 1694, bá tước Philip bị ám sát, có thể là do sự chủ mưu của George, xác ông ta bị quẳng xuống Leine cùng với một khối lượng lớn những viên đá. Vụ ám sát đã được tuyên bố là được thực hiện bởi bốn trong số các cận thần của Ernest Augustus, một trong số đó (Don Nicolò Montalbano) đã được trả số tiền khổng lồ 150.000 thalers, gấp 100 lần so với lương hằng năm của các Bộ trưởng được trả lương cao nhất. Một tin đồn khác là Königsmarck đã bị chém chết và bị chôn dưới sàn cung điện Hanover.. Tuy nhiên, theo lời của những thành viên nhà Hanover, bao gồm bản thân Sophia, phủ nhận tất cả những thông tin này.
Cuộc hôn nhân giữa George Louis và Sophia Dorothea cuối cùng cũng tan vỡ, không phải là vì Sophia ngoại tình mà dường như là do Sophia đã bỏ rơi người chồng. Với sự đồng tình của cha Sophia, George đã cấm cố bà trong Ahlden House tại lãnh địa Celle quê hương bà, nơi Sopha sống đến tận lúc qua đời 30 năm sau. Bà bị cấm gặp mặt các con và cha bà, bị cấm tái hôn và chỉ được phép tản bộ bên ngoài khi có người đi kèm. Sophia tuy vậy vẫn được chăm sóc tử tế, được trợ cấp một khoản tiền lớn và nhiều người phục vụ, được phép đi một chiếc xe ngựa bên ngoài lâu đài, mặc dù bị sự giám sát.

## Tuyển đế hầu xứ Hanover

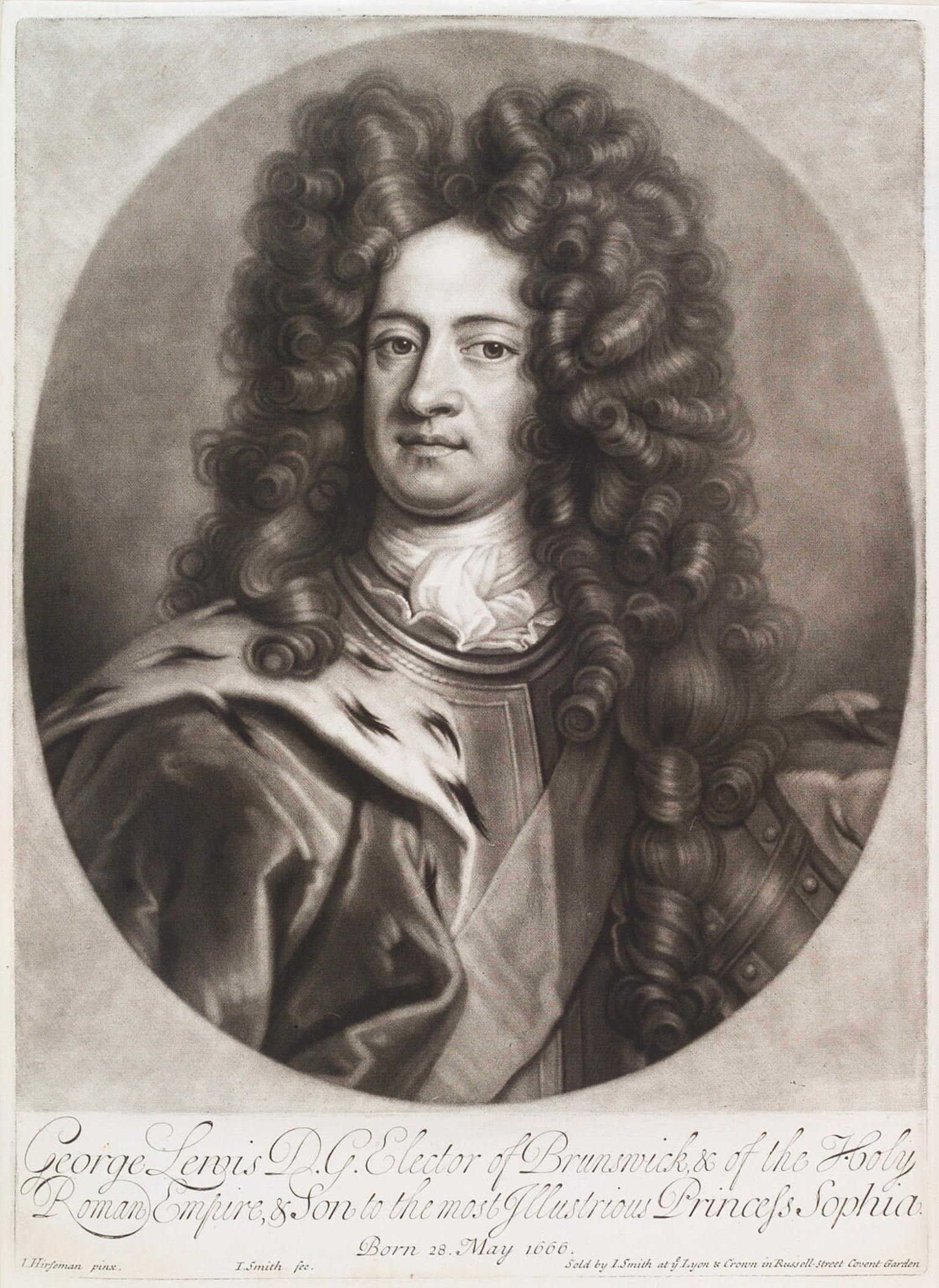
George năm 1706, khi ông còn là Tuyển hầu tước Hanover. Tranh vẽ của Johann Leonhard Hirschmann.

Ernest Augustus qua đời vào ngày 23 tháng 1 năm 1698, và George thừa kế toàn bộ lãnh thổ của cha mình, trừ chức Giám mục vương quyền xứ Osnabrück, một chức vụ mà cha ông đã nắm giữ từ năm 1661. Ông trở thành Công tước của Brunswick-Lüneburg (còn được gọi là Hanover, theo tên thủ phủ của vùng này), cũng như tước tuyển hầu của Thánh chế La Mã. Triều đình riêng của ông ở Hanover nhận được sự phục vụ từ nhiều danh nhân văn hóa như nhà toán học, triết học Gottfried Leibniz, nhà soạn nhạc George Frideric Handel và Agostino Steffani.
Không lâu sau khi George kế vị ở Hanover thì tại nước Anh, Hoàng tử Wiliam, công tước Gloucester, người đứng thứ hai trong danh sách thừa kế ngai vàng, qua đời. Theo các điều khoản của Đạo luật Kế vị năm 1701, mẹ của George, Sophie, đã được chỉ định là người thừa kế ngai vàng Anh nếu quốc vương hiện tại (William III) và người kế vị, vương phi Anne của Đan Mạch (sau này là nữ vương Anne) chết mà không có con nối ngôi. Sở dĩ Sophie được lựa chọn không phải vì bà có quan hệ huyết thống gần nhất với hoàng gia Stuart, mà là do 56 thành viên hoàng gia khác bị loại bỏ do họ là người theo Công giáo.
Vào tháng 8 năm 1701, George được chính phủ Anh phong làm Hiệp sĩ Garter, đứng đầu trong hàng Hiệp sĩ ở Anh, và sáu tuần sau, vua cũ theo Công giáo của Anh là James II qua đời. William III qua đời vào tháng sau và Anne lên kế vị. Sophia trở thành người đứng đầu danh sách thừa kế cho nữ hoàng mới của nước Anh. Sophia năm đó 71 tuổi, lớn hơn Anne 35 tuổi, nhưng sức khỏe vẫn còn khá tốt, và bà dành nhiều thời gian và công sức để đảm bảo vững chắc cơ hội kế vị cho mình, hoặc con trai. Tuy nhiên George hiểu được tình hình chính trị phức tạp ở Anh quốc hiện tại, trong đó rắc rối nhất là cả ông và Sophia đều chưa biết tiếng Anh, và việc điều hành đất nước không nằm hoàn toàn ở tay hoàng gia mà phải qua Hội đồng nhiếp chính. Cùng năm đó, người chú út của George qua đời, do vậy ông được thừa kế thêm các lãnh thổ Thân vương quốc Lüneburg-Grubenhagen, thủ phủ đặt tại Celle.

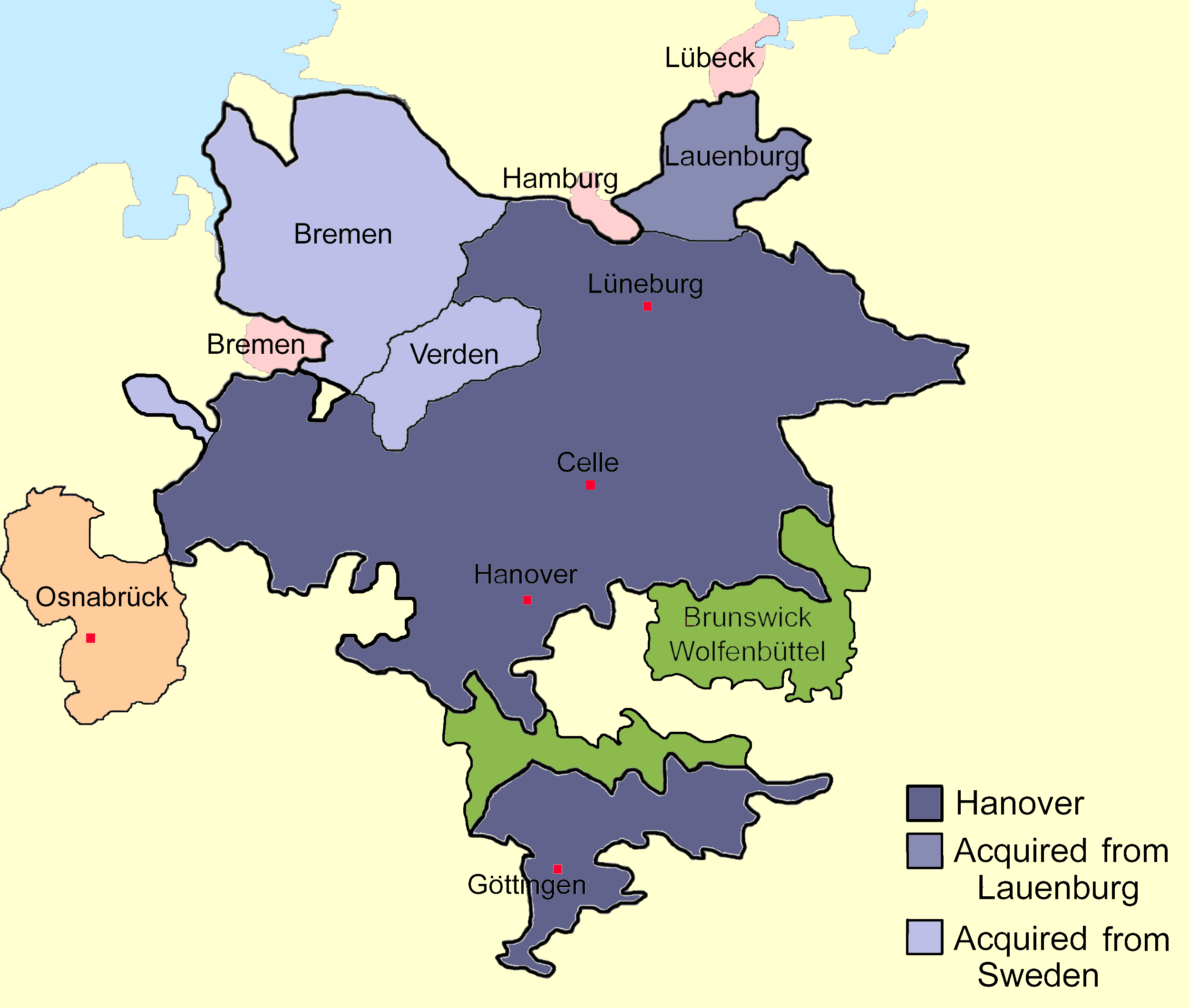
Bản đồ phác thảo của Hanover, c.1720, hiển thị các vị trí tương đối của Hanover, Brunswick-Wolfenbüttel, và Vương hầu-Giám mục của Osnabrück. Trong suốt cuộc đời của George Hanover mở rộng ra thêm vùng Lauenburg và Bremen-Verden.

Cũng sau khi George kế vị ở Hanover, Chiến tranh Kế vị Tây Ban Nha nổ ra. Nguyên nhân của cuộc chiến bắt nguồn từ cái chết của vua Carlos II của Tây Ban Nha. Người được chỉ định kế vị, Philippe de Bourbon là cháu trai của vua nước Pháp Louis XIV. Thánh chế La Mã, Cộng hòa Hà Lan, Anh, Hanover và nhiều quốc gia khác của Đức phản đối việc Philipoe kế vị vì họ sợ rằng thế cân bằng sẽ bị đảo lộn khi vương triều Bourbon lên thế bất khả xâm phạm ở châu Âu nếu cả Pháp và Tây Ban Nha đều nằm trong tay gia tộc này. Như một phần của nỗ lực chiến tranh, George xâm lược quốc gia láng giềng thân Pháp, Thân vương quốc Brunswick-Wolfenbüttel. Cuộc tấn công giành được thắng lợi với một số thiệt hại về nhân mạng của phe đối phương. Để tưởng thưởng cho George, Anh và Hà Lan đã công nhận Lãnh địa Công tước Sachsen-Lauenburg sáp nhập vào Hanover, vùng lãnh thổ của chú ông.
Năm 1706, Tuyển hầu xứ Bayern bị tước đoạt danh hiệu và lãnh địa vì theo phe Louis XIV chống lại đế chế. Năm sau, George được trao quyền lực như Nguyên soái quân đội hoàng gia, chỉ huy quân đội của đế quốc đóng dọc theo sông Rhine. Chiến dịch của ông đã không hoàn toàn thành công, một phần vì ông đã bị đồng minh của mình, công tước Marlborough lừa dối vào một cuộc tấn công nghi binh, và một phần vì Hoàng đế Joseph I chiếm đoạt số tiền quân phí dành cho George để sử dụng vào việc riêng của mình. Mặc dù vậy, các ông hoàng người Đức vẫn cho tuyên bố George không có tội trong thất bại này. Vào năm 1708 họ đã chính thức đề bạt George lên vị trí Tuyển đế hầu để ghi nhận những đóng góp của ông. George không tức giận với hành động của Marlborough chống lại ông mà ông cho rằng đó là một phần của kế hoạch nhằm nghi binh các lực lượng Pháp, buộc họ rời khỏi chiến trường chính.
Năm 1709, George từ chức Thống tướng, và từ đó không bao giờ ông cầm quân ra trận nữa. Năm 1710, ông được nhận một chức vị rất cao là Đại Thủ quỹ của Đế chế, chức vụ mà trước kia được đảm nhận bởi Tuyển hầu xứ Palatine - và sự thiếu vắng của Tuyển hầu xứ Bayern gây ra một sự cải tổ lại. Năm 1711, Hoàng đế Thánh chế La Mã qua đời, đe dọa đến sự mất cân bằng theo hướng ngược lại, có nghĩa là nếu phe Liên minh thắng, ngôi vua Tây Ban Nha sẽ thuộc về Nhà Habsburg, cho nên chiến tranh kết thúc vào năm 1713 với Hiệp ước Utrecht. Theo Hiệp ước này, Philippe V được chấp thuận là vua của Tây Ban Nha nhưng không được phép kế vị ngôi vua ở Vương quốc Pháp, và Tuyển hầu xứ Bayern được khôi phục tước hiệu trong đế chế.

## Lên ngôi ở Liên hiệp Anh

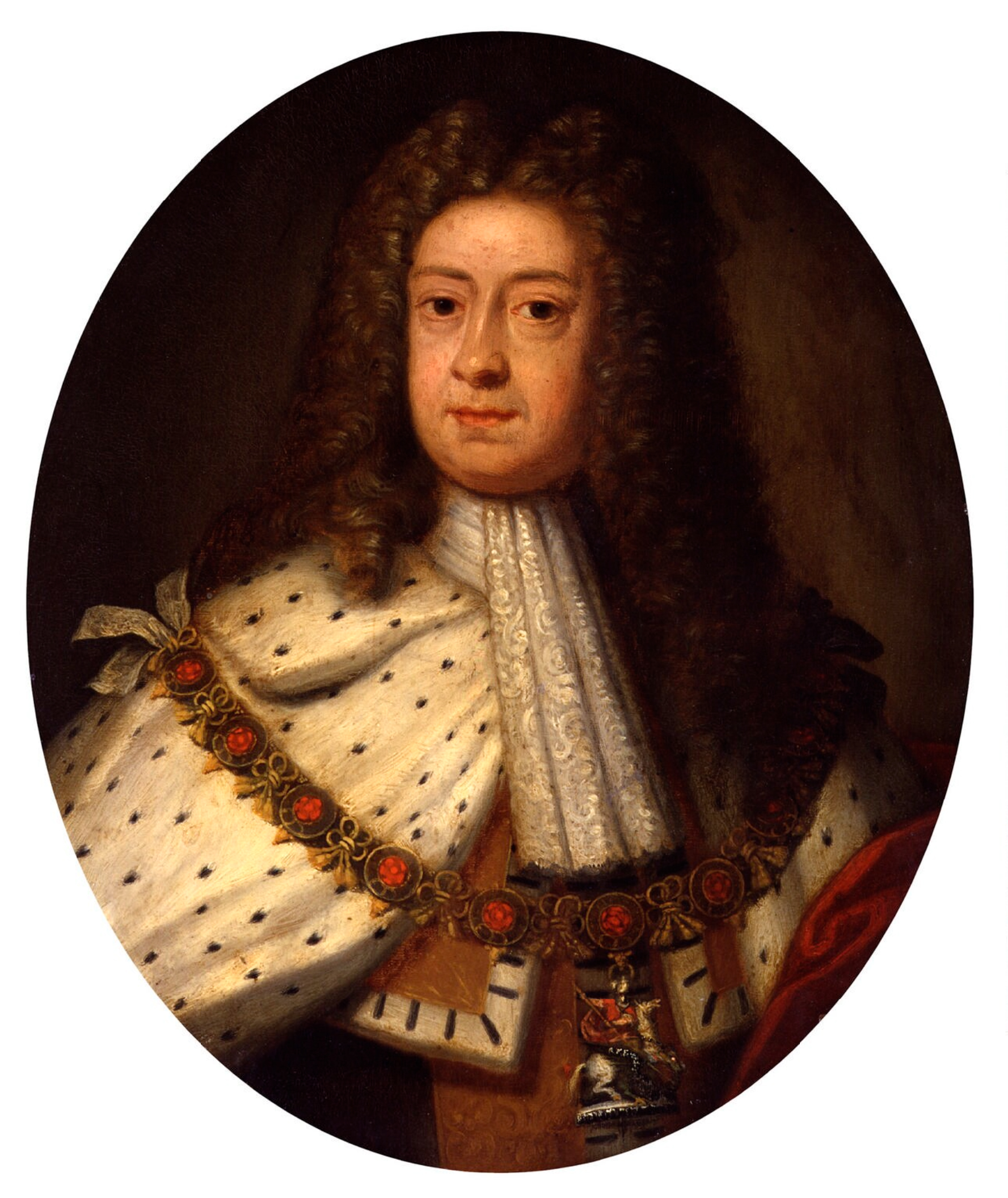
George năm 1714, năm mà ông lên kế vị ở Liên Hiệp Anh, tác phẩm của Sir Godfrey Kneller.

Mặc dù cả hai nước Anh và Scotland đều công nhận nữ vương Anne là nguyên thủ của họ, nhưng chỉ có Nghị viện Anh chấp thuận địa vị thừa kế của Sophie, Tuyển hầu thái phu nhân Hanover, trong khi Nghị viện Scotland (Estates) không chính thức thừa nhận Sophia là người thừa kế. Năm 1703, Esstate đã thông qua một dự luật tuyên bố rằng người kế vị ở Scotland sẽ không phải người kế vị ở Anh, trừ khi Anh cấp toàn tự do thương mại cho các thương gia người Scotland ở Anh và các thuộc địa của nó. Lúc đầu Hoàng gia không phê chuẩn đề nghị này, nhưng năm sau đó Anne đành phải chấp nhận, về sau nó được biết với tên Đạo luật An ninh, 1704. Để đáp lại, Nghị viện Anh thông qua các biện pháp đe dọa để hạn chế thương mại Anh-Scotland và làm tê liệt nền kinh tế Scotland nếu Estates đã không chấp thuận người kế vị của dòng họ Hanover. Cuối cùng, vào năm 1707, Nghị viện hai nước thông qua Đạo luật Liên minh, theo đó Anh và Scotland hợp nhất thành một thực thể duy nhất, Vương quốc Liên hiệp Anh, và đạo luật thừa kế năm 1701 chính thức áp dụng cho toàn bộ đảo Anh. Sự liên kết này đã tạo ra khu vực thương mại tự do lớn nhất ở châu Âu trong thế kỷ XVIII.
Đảng Whig ở Anh cho rằng Quốc hội có quyền quyết định việc thừa kế, và người thừa kế Kháng Cách có quan hệ huyết thống gần gũi nhất với nữ hoàng, trong khi Đảng Tory có khuynh hướng muốn áp dụng quy tắc cha truyền con nối trong nội bộ nhà Stuart. Năm 1710, George thông cáo rằng ông sẽ kế vị ở Anh thay cho dòng họ Stuart theo đúng như truyền thống kế thừa trực hệ. Tuyên bố này nhằm giải quyết những hoài nghi của đảng Tory rằng ông là một kẻ cướp ngôi.
Mẫu thân của George, Sophia đã qua đời vào ngày 28 tháng 5 năm 1714 ở tuổi 83. Bà đã bất ngờ đột quỵ tại Herrenhausen Gardens sau khi vội vã tìm chỗ nấp khi một trận mưa bất ngờ đổ xuống. Lúc bấy giờ George chính là người thừa kế trực tiếp của nữ vương Anne. Ông nhanh chóng sửa đổi các thành viên của Hội đồng Nhiếp chính với ý đồ nắm được thực quyền sau khi lên kế vị Anne, có thể ông dự đoán trước được rằng sức khỏe của Anne không còn trụ được bao lâu và các chính trị gia ở Anh đang đấu đá lẫn nhau để tranh giành quyền lực. Anne bị đột quỵ, rồi bị cấm khẩu và qua đời vào ngày 1 tháng 8 năm 1714. Danh sách thành viên Hội đồng nhiếp chính được công khai, các thành viên tuyên thệ nhậm chức, và George lên ngôi vua của Liên hiệp Anh và Irceland. Một phần do gió thổi ngược, chuyến đi đến Anh bị hoãn lại, và ông phải chờ đợi ở The Hague. Ông không thể khởi hành đến Anh cho đến ngày 18 tháng 9. George chính thức làm lễ gia miện vào ngày 20 tháng 10 tại Tu viện Westminster. Trong ngày đăng quang của George, bạo loạn liên tục nổ ra ở hơn 20 thị trấn tại Anh.
George chủ yếu sống ở Vương quốc Anh sau năm 1714 mặc dù ông đã đến thăm nhà ông ở Hanover vào các năm 1716, 1719, 1720, 1723 và 1725. Tổng cộng lại, trong 13 năm cuối đời, George đã dành 1/5 thời gian làm vua ở Đức. Một điều khoản trong Đạo luật cấm nguyên thủ nước Anh rời khỏi đất nước mà không có sự cho phép của Quốc hội đã được nhất trí bãi bỏ vào năm 1716. Trong những lần ông vắng mặt, quyền lực thường nằm trong tay Hội đồng Nhiếp chính nhiều hơn là cho con trai ông, Hoàng tử George Augustus xứ Wales.

## Chiến tranh và nội loạn

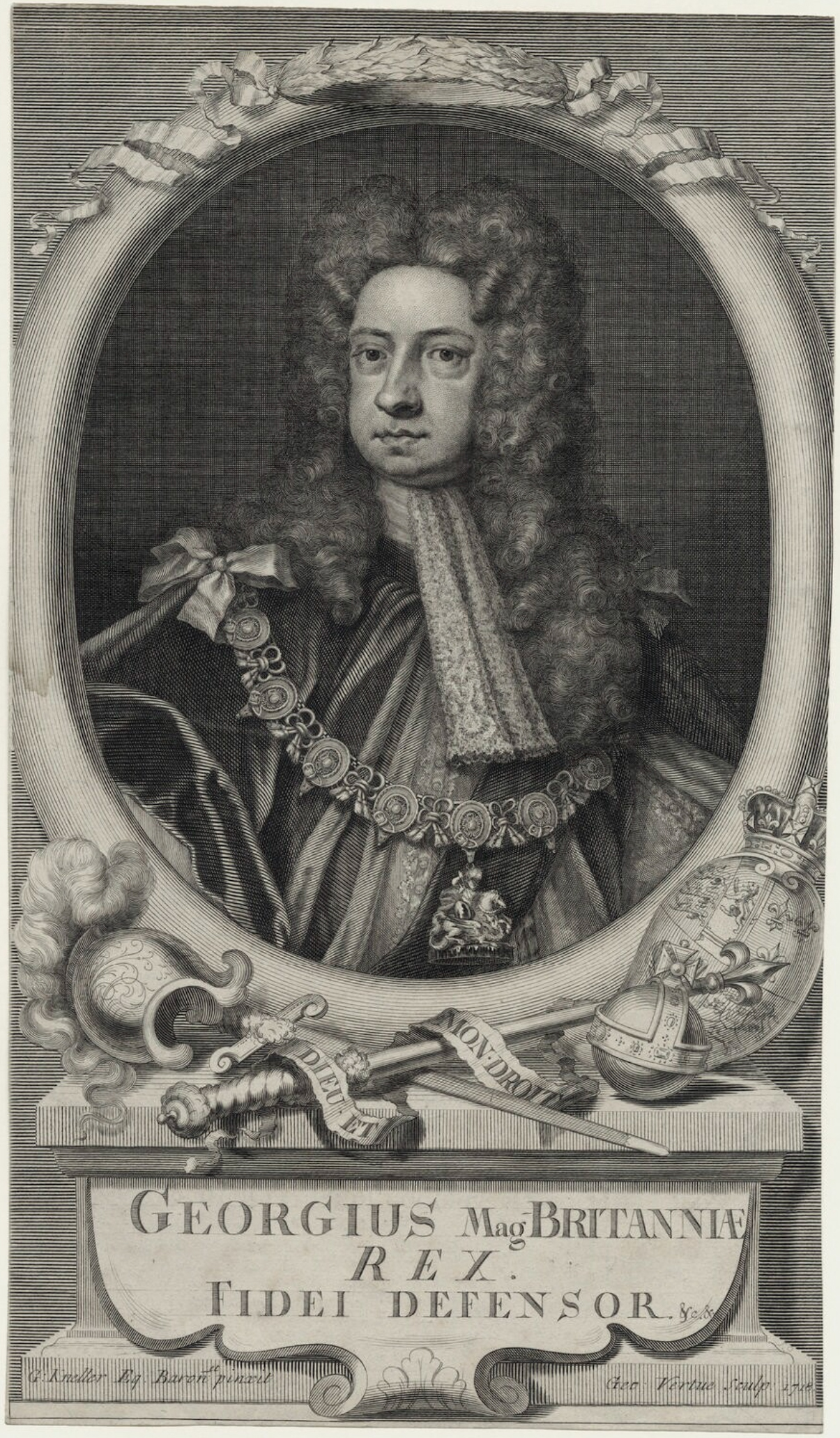
George năm 1718, bởi George Vertue, vẽ theo yêu cầu của Sir Godfrey Kneller.

Một năm sau khi George kế vị, đảng Whig đã giành chiến thắng áp đảo trong cuộc tuyển cử năm 1715. Một số thành viên của Đảng Tory bị đánh bại tìm cách liên kết với những người Jacobites, tìm cách hạ bệ George để đưa James Francis Edward Stuart, con trai hợp pháp theo Công giáo của vua James II và VII, em trai nữ vương Anne I (được xưng tụng là "James III và VIII" bởi những người ủng hộ và "Kẻ đòi ngôi" bởi những người chống đối). Một số thành viên Tory bất mãn với chính quyền về phe Jacobite và chuẩn bị cho một cuộc đổ bộ của James vào nước Anh, sử gọi là "The Fifteen". Người ủng hộ James, Lord Mar, một quý tộc Scotland từng là bộ trưởng trong chính quyền, xúi giục người Scotland nổi dậy. Tuy nhiên James đổ bộ lên đảo Anh khá trễ, thiếu tiền để trang trải và quá ít vũ khí. Cuối năm đó, cuộc tấn công gần như thất bại. Tháng 2 năm 1716, đứng trước nguy cơ bị tiêu diệt hoàn toàn, James và Mar bỏ trốn sang Pháp. Sau khi cuộc nổi loạn đã bị đánh bại, mặc dù đã có một số vụ hành quyết và tịch biên gia sản được thi hành, nhưng George đã hành động để đáp ứng yêu cầu của Chính phủ, bày tỏ sự khoan dung, và đã dùng phần tiền của tịch thu cho các trường học ở Scotland và trả hết phần của nợ của quốc gia.
Kể từ đó, George mất lòng tin đối với đảng Tory và ông tín nhiệm đảng Whig. Do đó đảng Whig nắm ưu thế tuyệt đối trong chính phủ suốt triều đại George I và George II; Đảng Tory không cầm quyền đến tận hơn 50 năm sau. Sau một cuộc bầu cử, Đảng Whig nắm quyền thông qua Đạo luật Bảy năm một lần (1715), theo đó thời gian một nhiệm kì của Quốc hội sẽ kéo dài tới 7 năm (mặc dù nó có thể bị Quốc vương ra lệnh giải tán trước thời hạn). Điều này đảm bảo cho một khoảng thời gian thống trị lâu dài của Whig.
Mối quan hệ giữa George và con trai ông vốn đã không tốt, càng trở nên tồi tệ hơn sau khi ông kế vị ở Anh. George Augustus, Hoàng tử xứ Wales, tìm cách đối kháng với các chính sách của cha mình, bao gồm cả các biện pháp nhằm tăng quyền tự do tôn giáo ở Anh và mở rộng lãnh thổ Hanover thông qua các cuộc chiến với Thụy Điển. Năm 1717, con trai của hoàng tử Wales chào đời, sự kiện này dẫn đến một cuộc tranh cãi giữa nhà vua và thái tử. Nhà vua đã bổ nhiệm Huân tước Chamberlain, công tước Newcastle, là một thành viên chủ trì nghi thức rửa tội cho hoàng tử mới chào đời, nhưng Hoàng tử xứ Wales không ưa Newcastle. Ông đã xúc phạm Công tước tại buổi lễ rửa tội, mà Newcastle hiểu lầm đó là một lời thách thức cho một cuộc đấu tay đôi. Thái tử bị buộc phải rời khỏi nơi cư trú của mình, Cung điện St James. Nơi ở mới của hoàng tử Wales, trở thành nơi gặp gỡ của các đối thủ chính trị của nhà vua. George và con trai ông cuối cùng cũng hòa giải với nhau do sự khuyến khích của Robert Walpole và Công nương xứ Wales, người cũng phải chuyển ra ngoài với chồng và phải để lại đứa con cho nhà vua chăm sóc. Tuy nhiên, sau buổi lễ rửa tội đó, tình cảm cha con rạn nứt không bao giờ có thể hàn gắn lại như trước nữa.
George đã tích cực chỉ đạo chính sách đối ngoại của Anh trong suốt giai đoạn đầu triều đại của ông. Năm 1717 ông đã tham gia vào Liên minh tay ba cùng chống Tây Ban Nha gồm Anh, Pháp và Các tỉnh Liên hiệp (Hà Lan). Năm 1718, Thánh chế La Mã đã tham gia vào liên minh, khi đó liên minh này được gọi là Liên minh tay tư. Vấn đề tranh chấp ở đây là mâu thuẫn về việc kế vị tương tự như Chiến tranh Kế vị Tây Ban Nha khi trước. Theo Hiệp ước Utrecht (1713), cháu nội của vua Louis XIV của Pháp, Philippe, đã được công nhận là Vua Felipe của Tây Ban Nha nhưng bị buộc phải từ bỏ quyền kế vị ngôi vua ở Pháp. Sau cái chết của vua Louis XIV vào năm 1715, Felipe lại tìm cách xóa bỏ tính hợp pháp của Hiệp ước này, dẫn đến cuộc chiến tranh.
Tây Ban Nha trợ giúp cho một cuộc đổ bộ của phái Jacobite vào Scotland năm 1719 nhưng vì lý do bão tố, chỉ có khoảng 300 binh sĩ Tây Ban Nha đến được đảo. Một căn cứ quân sự được lập ra ở Lâu đài Eilean Donan trên bờ biển tây của Scotland vào tháng 4, nhưng rốt cục nó đã bị phá hủy bởi các tàu của Anh một tháng sau đó. Những nỗ lực của những người Jacobite nhằm thuyết phục thanh niên Scotland đầu quân cho họ cũng chỉ tuyển được khoảng 1000 người. Lực lượng Jacobite không đủ mạnh và bị pháo binh Anh đánh bại dễ dàng tại Trận Glen Shiel. Lực lượng xâm lược tẩu tán lên vùng cao nguyên, còn quân Tây Ban Nha đầu hàng. Cuộc xâm lược không bao giờ đặt ra bất kỳ mối đe dọa nghiêm trọng đối với ngai vàng của George. Với việc người Pháp cũng chống lại Felipe, ý định chiếm ngôi vua Pháp của ông hoàn toàn thất bại. Kết quả là, Pháp và Tây Ban Nha vẫn là hai nước riêng biệt không cùng một vị quốc vương. Đồng thời lãnh địa Hanover được mở rộng thêm sau Đại chiến Bắc Âu, cuộc chiến được gây ra bởi sự cạnh tranh giữa Nga và Thụy Điển về quyền kiểm soát đối với vùng biển Baltic. Các vùng lãnh thổ Bremen và Verden của Thụy Điển được nhượng lại cho Hanover vào năm 1719, song phía Hanover cũng phải chi trả cho đối phương một số tiền đền bù cho sự mất mát lãnh thổ.

## Chính phủ nội các

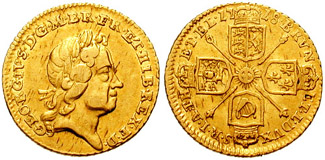
Đồng tiền-guinea sản xuất năm 1718 dưới thời của George I, cho thấy một phần khuôn mặt của ông.

Tại Hanover, George là vị vua chuyên chế. Tất cả các chi tiêu của chính phủ trên 50 thalers (khoảng từ 12 đến 13 bảng Anh), và việc bổ nhiệm tất cả các sĩ quan quân đội, tất cả các bộ trưởng, các quan chức đều thuộc quyền kiểm soát của nhà vua. Ngược lại, ở Vương quốc Anh, quyền lực của nhà vua lại bị Quốc hội chi phối.
Năm 1715, khi đảng Whig lên nắm quyền, những người đứng đầu chính phủ bao gồm Sir Robert Walpole, Huân tước Townshend (em trai Walpole), Huân tước Stanhope, Huân tước Sunderland. Năm 1717, Townshend bị sa thải, Walpole đã từ chức ở nội các vì bất đồng với các đồng nghiệp. Lúc bấy giờ Huân tước Stanhope trở thành người nắm quyền tối cao trong công việc đối ngoại, còn Lord Sunderland lo giải quyết những vấn đề trong nước.
Quyền lực của Sunderland bị thách thức từ năm 1719. Ông tuyên bố một dự luật quý tộc và cố gắng để hạn chế quy mô của Thượng nghị viện bằng cách hạn chế sự phong tước. Các biện pháp này đã củng cố quyền lực của Sunderland bằng cách ngăn chặn việc phong tước cho những người phản đối ông. Tuy nhiên nó đã bị đánh bại sau khi Walpole dẫn đầu chống đối dự luật qua một bài phát biểu được coi là "bài phát biểu tuyệt vời nhất trong sự nghiệp của ông". Walpole và Townshend được tái bổ nhiệm là Bộ trưởng, và sang năm tiếp theo, chính phủ mới được hình thành.
Một vấn đề lớn hơn xảy ra là tình trạng đầu cơ tài chính và sự quản lý nợ công. Một số trái phiếu chính phủ không thể được mua lại mà không có sự đồng ý của người sở hữu và lãi suất mà họ đưa ra quá cao; do đó mỗi trái phiếu đại diện cho một thời hạn lâu dài về tài chính công, vì trái phiếu đã hầu như không bao giờ được chuộc lại. Năm 1719, Công ty South Sea đề xuất để giải quyết hơn 31 triệu £ (ba phần năm nợ công của Anh) bằng cách trao đổi chứng khoán chính phủ với cổ phiếu trong công ty. Công ty này đút lót cho Lord Sunderlvà, và tình nhân của nhà vua, Melusine von der Schulenburg, cùng với anh em họ của Lord Stanhope, Charles Stanhope, người đứng đầu bộ Tài chính để kế hoạch của họ diễn ra suôn sẻ. Công ty lôi kéo những người giữ phiếu quốc trái để chuyển của họ lãi suất cao của họ, không thể cứu vãn thành lợi tức thấp, cổ phiếu giao dịch dễ dàng bằng đưa ra lợi ích tài chính ưu đãi. Giá cổ phiếu của công ty tăng nhanh chóng; cổ phiếu đã trị giá £128 ngày 1 tháng 1 năm 1720, nhưng trị giá £ 500 khi đề án chuyển đổi đã hoạt động 1 tháng. Vào ngày 24 tháng 6, giá cổ phiếu đạt đến mức kỉ lục là £ 1050. Sự thành công quá lớn của công ty dẫn đến sự nổi đầu cơ của các công ty khác, một số có tính chất giả tạo và Chính phủ, trong một nỗ lực để ngăn chặn, đã thông qua Đạo luật Bubble. Với sự tăng trong thị trường doanh nghiệp dừng lại, sự mất kiểm soát bắt đầu vào tháng 8, hậu quả là chứng khoán giảm mạnh tới £ 150 vào cuối tháng 9. Nhiều người, bao gồm cả quý tộc bị mất khoản tiền lớn và một số đã hoàn toàn phá sản. George, đang ở Hanover từ tháng 6, đã phải về Anh vào tháng 10, sớm hơn dự định theo đề nghị của chính phủ Anh.
Cuộc khủng hoảng kinh tế lần đó, được biết đến với tên gọi South Sea Bubble, khiến cho George và các bộ trưởng dưới quyền ông đánh mất đi niềm tin từ người dân. Năm 1721, Huân tước Stanhope, dù vô tội trong chuyện này, đã suy sụp và sớm qua đời sau một cuộc tranh luận gay gắt trong Thượng viện, và Huân tước Sunderland buộc phải từ chức.
Tuy nhiên Sunderland vẫn có một tầm ảnh hưởng nhất định đến nhà vua trước khi ông đột ngột qua đời vào năm 1722, khiến cho quyền lực của Sir Robert Walpole tăng lên. Walpole trở thành thủ tướng trên thực tế của Vương quốc Anh, mặc dù ông không chính thức nhận chức này (chức vụ chính thức của ông ta là Thủ quỹ đại thần thứ nhất và Bộ trưởng của Bộ tài chính). Với những chính sách khá hiệu quả của Walpole, khi cơ cấu lại các khoản nợ và tiến hành bồi thường, giúp ổn định trở lại tình hình tài chính. Thông qua sự quản lý khéo léo của Thủ tướng và Quốc hội, nhà vua có thể tránh xa các ảnh hưởng trực tiếp từ các hoạt động lừa đảo của Công ty. Có tin đồn rằng George đã nhận hối lộ trong vụ này, nhưng không có bằng chứng xác thực, và căn cứ theo Tài liệu lưu trữ Hoàng gia thì thậm chí ông còn mất một khoản tiền khá lớn trong vụ này.

## Những năm cuối

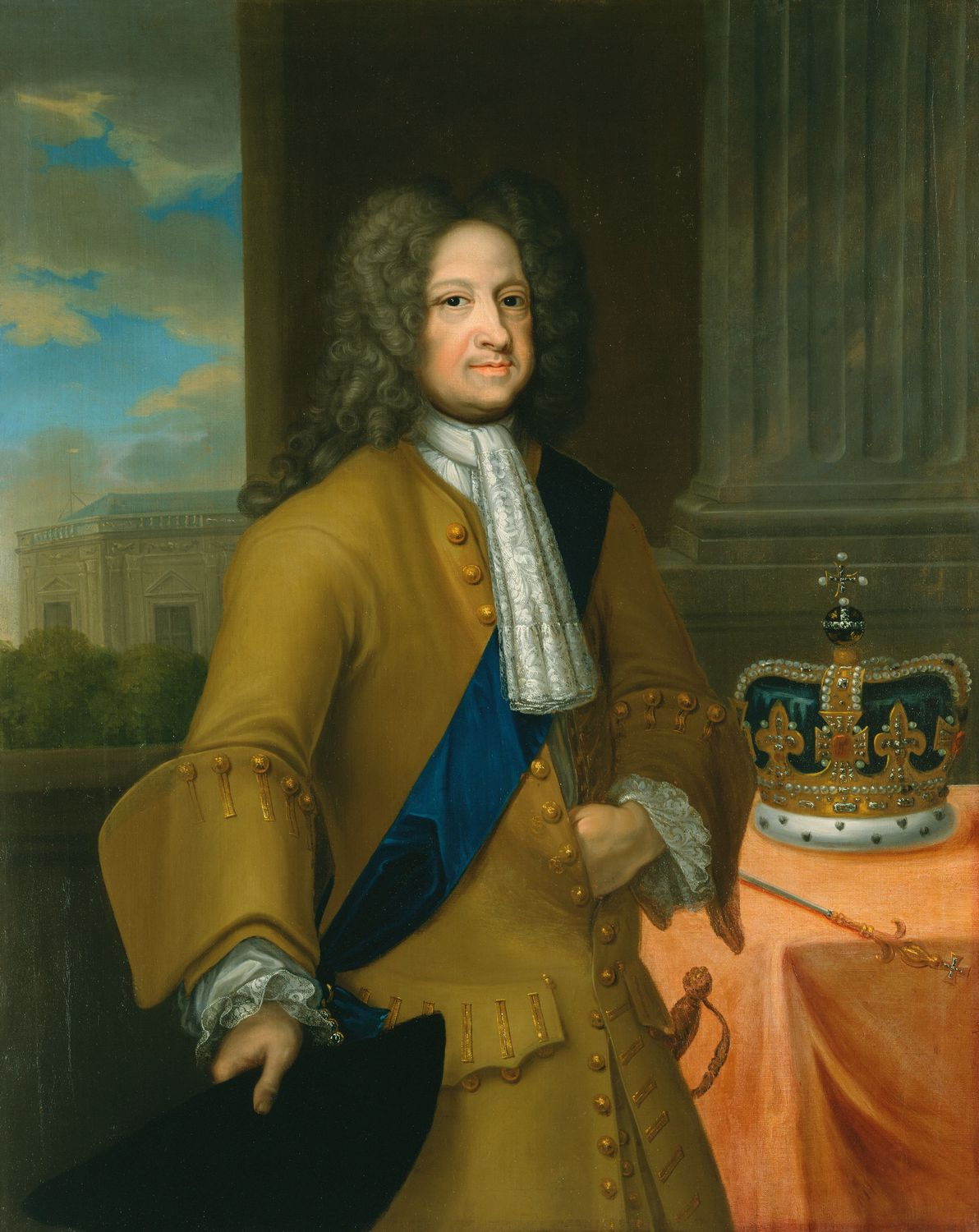
chân dung của George bởi Georg Wilhelm Lafontaine vào thập niên 1720.

Theo yêu cầu của Walpole, nhà vua đã khôi phục lại Huân chương Ba Tư, cho phép Walpole ban tặng danh hiệu này cho những người mà ông ta cảm thấy xứng đáng. Walpole trở nên đầy quyền lực vào những năm cuối của triều đại George I, ông còn có quyền chỉ định các Bộ trưởng tùy theo ý muốn. Không như người tiền nhiệm là Nữ vương Anne I, George hiếm khi tham dự các cuộc họp nội các; hầu hết các thông tin mà ông có được về tình hình bên ngoài đều được báo cáo ở nơi ở riêng, ông chỉ thể hiện ảnh hưởng đáng kể đối với chính sách đối ngoại của Anh. Với sự ủng hộ của Huân tước Townshend, ông đã dàn xếp cho sự phê chuẩn của Anh, Pháp và Phổ cho Hiệp ước Hanover, được đặt ra để làm đối trọng với Hiệp ước Vienna của phe Áo-Tây Ban Nha và bảo trợ thương mại Anh.
George, mặc dù ngày càng phụ thuộc vào Walpole, vẫn có quyền lực đáng kể và có quyền bãi miễn các Bộ trưởng theo ý mình. Walpole rất lo sợ sẽ bị cách chức, nhất là những năm cuối triều đại George I, nhưng mối lo ngại này đã không còn khi George qua đời bởi một cơn đột quỵ trong chuyến đi thứ sáu của ông từ năm 1714 về quê hương Hanover. Ông bị đột quỵ trên đường đi từ Delden đến Nordhorn vào ngày 9 tháng 6 năm 1727. Và sau đó ông được đưa đi bằng xe ngựa tới cung điện Prince-Bishop tại Osnabrück, nơi ông trút hơi thở cuối cùng vào ngày 11 tháng 6. Ông được chôn cất tại nhà nguyện của Lâu đài Leine nhưng hài cốt của ông đã được chuyển đến nhà nguyện tại Herrenhausen sau Thế chiến II.
Con trai lớn của George, Hoàng tử xứ Wales George Augustus, lên kế vị và trở thành vua George II của Liên hiệp Anh. Theo như một giả thuyết được công nhận rộng rãi, thậm chí chính Walpole trong một thời gian, rằng George II đã lập kế hoạch lật đổ Walpole nhưng bị hoàng hậu của ông là Caroline xứ Ansbach ngăn cản. Tuy nhiên lúc đó quyền lực của Walpole là rất lớn và nếu nhà vua sa thải ông ta sẽ dẫn đến một sự bất ổn trong Nghị viện. Trong những năm tiếp theo, quyền lực của Thủ tướng ngày càng tăng, tỉ lệ nghịch với đó là sự suy giảm dần của Hoàng quyền.

## Di sản

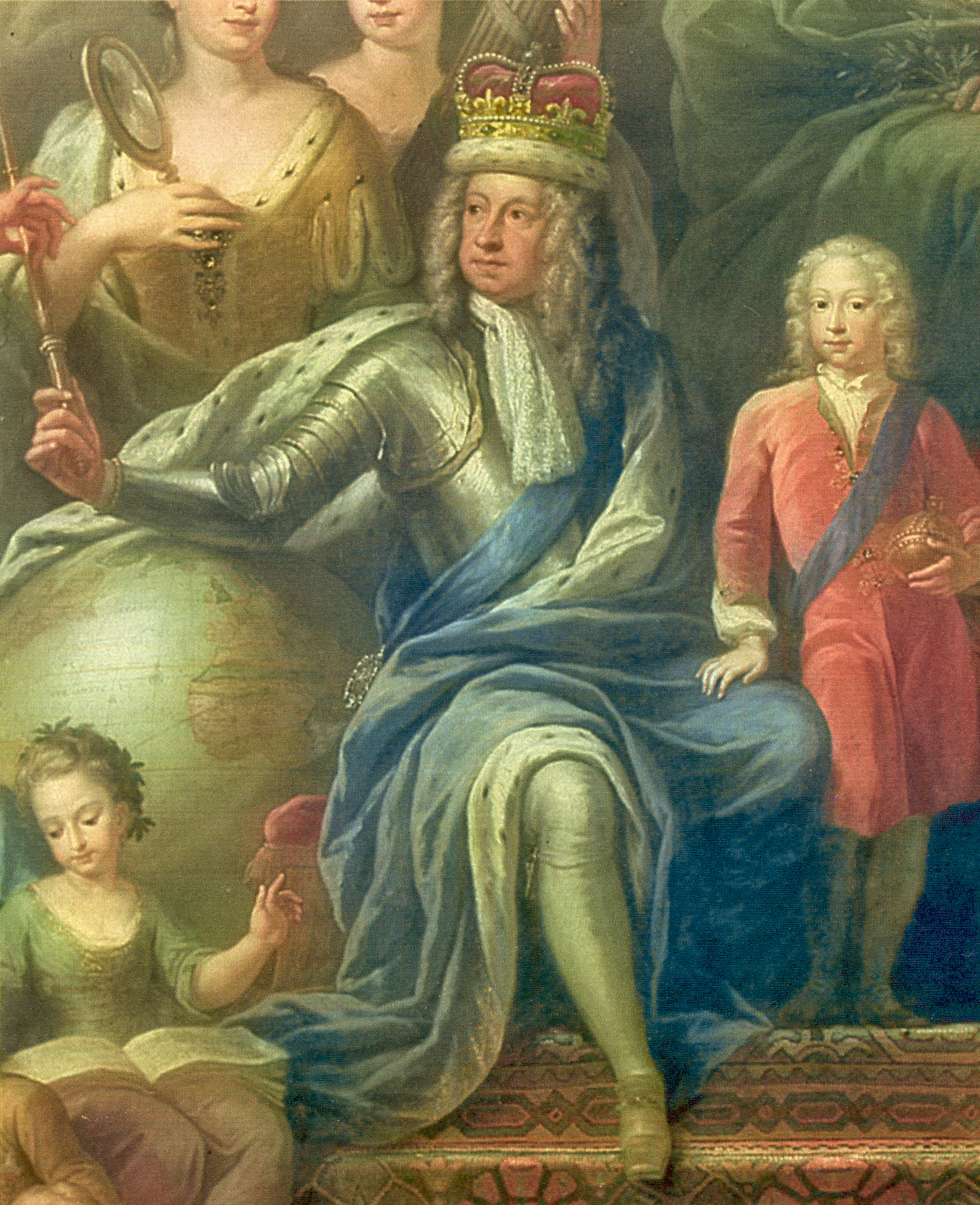
Chân dung George I và gia đình ông, tác phẩm của James Thornhill.

Tượng George I ở Carl Rangenier thuộc Hanover.

George đã bị nhạo báng bởi người dân Anh. Một số nhân vật đương thời, chẳng hạn như Lady Mary Wortley Montagu, cho rằng ông là người không thông minh và đờ đẫn, lúng túng trước công chúng. Mặc dù ông không được lòng dân Anh, do khả năng nói tiếng Anh của ông khá hạn chế, tuy nhiên có tài liệu thừa nhận rằng vào những năm cuối triều đại của mình, ông đã có thể nói, hiểu và viết được một số lượng lớn từ vựng tiếng Anh. Ông nói thạo tiếng Đức, tiếng Latin, tiếng Pháp, một ít tiếng Hà Lan và tiếng Ý. Cuộc hôn nhân của ông và Sophia Dorothea là một tai tiếng khá lớn trong cuộc đời của ông.
Đối với người Anh, George I là một vị quân vương dành phần lớn tình cảm của mình cho nước Đức. Theo ý kiến của sử gia Ragnhild Hatton, George đã có rất nhiều tình nhân là người Đức. Tuy nhiên tại châu Âu lục địa, ông được xem như là một người cai trị tiến bộ khi ủng hộ trào lưu Khai sáng, ông cho phép các nhà phê bình để xuất bản sách mà không phải đối mặt với nguy cơ bị kiểm duyệt gắt gao, và che chiwr cho Voltaire khi nhà triết học đã bị lưu đày từ Paris năm 1726. Cả người Anh và châu Âu đều thừa nhận rằng George là người dè dặt, biết giữ chừng mực và thận trọng trong chi tiêu. Ông không thích xuất hiện ở nơi công cộng tại các sự kiện quan trọng, thường lẩn tránh các công việc trong hoàng gia bằng cách dành thời gian đến nhà hát, và đi vi hành đến nhà những người bạn để chơi bài. Mặc dù có một số sự chê trách, George, một người Kháng Cách được đa số người Anh nhìn nhận là xứng đáng cho ngôi vua hơn là giáo dân Công giáo James. William Makepeace Thackeray cho biết thái độ của ông là vừa yêu vừa ghét đối với nhà vua:
Trái tim của ông ta ở Hanover... Ông đến với đất nước chúng ta khi đã qua tuổi 50, chúng có có được ông ta bởi vì chúng ta muốn có, bởi vì sự cai trị của ông ta có lợi cho chúng ta. Chúng ta chế nhạo lối xử thiếu văn minh kiểu Đức của ông ta, và chế nhạo ông ta. Ông ta đã giành được lòng trung thành của chúng ta cho những gì có giá trị, hớt tay trên những món tiền ông có thể hớt; giữ cho chúng ta không một lần nữa lệ thuộc vào Giáo hội Roma. Tôi, có thể đã từng đứng về phía ông trong những ngày đó. Đa nghi và ích kỉ, nhưng ông vẫn khá hơn nhiều so với vị vua bên ngoài St. Germains (James Stuart), tên tay sai của vua Pháp và một đám tu sĩ dòng Tên được hắn ta rèn luyện.
Một hà văn thế kỷ XIX, chẳng hạn Thackeray, Sir Walter Scott và Huân tước Mahon, dựa vào sự tường thuật ban đầu được xuất bản trong thế kỉ trước như hồi ký của Huân tước Hervey, và dành cảm tình cho những người Jacobite. Các tác gia vào thế kỉ XX cũng chịu ảnh hưởng này, như GK Chesterton, người mang tư tưởng chống Đức và chống đạo Tin Lành để phê phán những hành vi của George. Tuy nhiên, sau Thế Chiến II, các sử gia nửa sau thế kỷ XX đã không còn mang chủ nghĩa dân tộc và chủ nghĩa căm thù Đức quá nặng nề như trước nữa. Cuộc đời và triều đại của George đã được xem xét lại bởi các học giả như Beattie và Hatton, và con người ông đã được đánh gia lại bằng cái nhìn khoan dung hơn:
Một số nhà sử học đã phóng đại sự thờ ơ của nhà vua đối với nước Anh và chỉ ra sự thiếu hiểu biết tiếng Anh của ông có nhiều tác hại hơn thực tế. Ông đã gặp chút ít khó khăn trong việc giao tiếp với các bộ trưởng của ông ở Pháp, và ông đã dành nhiều sự quan tâm cho tất cả các vấn đề ảnh hưởng đến cả chính sách đối ngoại và triều đình..
Tuy nhiên, vẫn còn khá khó để nhận xét về con người của George I vốn thất thường; ông đã tỏ ra vui tính và tình cảm trong những lá thư ông trao đổi với con gái mình, nhưng lại tỏ ra ngốc nghếch và vụng về trước công chúng. Có lẽ chính mẹ của ông đã đúng khi nhận xét về ông, bà giảng giải rằng ông ông là lạnh lùng và có chút nhút nhát, nhưng cũng có thể trở nên vui vẻ cởi mở, điều mà ông cần là tình yêu thương, mà ông cảm nhận sâu sắc, chân thành và rất nhạy cảm hơn là biểu thị nó ra ngoài.". Dù gì đi nữa, những năm tháng ngồi trên ngai vàng của ông cũng đầy sống gió, nhưng ngờ vào sự quản lý khôn ngoan và một chút thủ đoạn, hoặc với những sự tình cờ và sự hờ hững, ông đã kết thúc 13 năm cai trị của mình một cách khá yên ổn.

## Danh hiệu, huy hiệu

### Danh hiệu
- 28 tháng 5 năm 1660 – 18 tháng 12 năm 1679: His Highness Công tước George Louis của Brunswick-Lüneburg
- 18 tháng 12 năm 1679 – Tháng 10 1692: His Highness Hoàng tử kế tự của Brunswick-Lüneburg
- Tháng 10 – 23 tháng 1 năm 1698: His Serene Highness Hoàng thân Tuyển hầu tước xứ Hanover
- 23 tháng 1 năm 1698 – 1 tháng 8 năm 1714: His Most Serene Highness George Louis, Archbannerbearer của Thánh chế La Mã và Hoàng thân-Tuyển hầu, Công tước của Brunswick-Lüneburg
- 1 tháng 8 năm 1714 – 11 tháng 6 năm 1727: Quốc vương Bệ hạ

Ở Liên Hiệp Anh, George I sử dụng danh hiệu chính thức "George, bởi Ân điển của chúa, Vua của Liên hiệp Anh, Pháp và Irceland, Người bảo vệ Đức tin, vv." Trong một số trường hợp (đặc biệt là trong các Hiệp ước), danh hiệu "Công tước của Brunswick-Lüneburg, Đại Thủ quỹ và Hoàng thân-Tuyển hầu của Thánh chế La Mã" đã được thêm vào trước cụm từ "vv"

### Huy hiệu
| Huy hiệu của George I Louis khi Tuyển hầu của Hanover 1689 – 1708 | huy hiệu của George I Louis khi là Tuyển hầu của Hanover 1708 – 1714 | Huy hiệu của George I khi là vua của Liên hiệp Anh, 1714 – 1727 |

## Hậu duệ
| Tên                                                 | Sinh                | Mất                  | Hôn nhân |
| --------------------------------------------------- | ------------------- | -------------------- | --- |
| Với người vợ chính thức, Sophia Dorothea của Celle: |                     |                      | |
| George II của Liên hiệp Anh                         | 9 tháng 11 1683     | 25 tháng 10 năm 1760 | năm 1705 lấy Caroline xứ Ansbach; có con |
| Sophia Dorothea của Đại Anh                         | 26 tháng 3 năm 1687 | 28 tháng 6 năm 1757  | kết hôn năm 1706 với Friedrich Wilhelm, Bá tước Brandenburg (về sau là vua Friedrich Wilhelm I của Phổ); có con                                                                      |
| Với tình nhân, Melusine von der Schulenburg:        |                     |                      | |
| (Anna) Louise Sophia von der Schulenburg            | Tháng 1, 1692       | 1773                 | Kết hôn năm 1707 với Ernst August Philipp von dem Bussche-Ippenburg (li hôn trước năm 1714); được phong làm Nữ Bá tước của Delitz bởi Charles VI, Hoàng đế Thánh chế La Mã, năm 1722 |
| (Petronilla) Melusina von der Schulenburg           | 1693                | 1778                 | được phong làm Nữ Bá tước của Walsingham; kết hôn năm 1733 với Philip Stanhope, Bá tước thứ tư của Chesterfield; không có con                                                        |
| Margarethe Gertrud von Oeynhausen                   | 1701                | 1726                 | thành hôn năm 1722 với Albrecht Wolfgang, Bá tước của Schaumburg-Lippe |
| Tất cả ngày tháng trên đây đều theo Lịch mới        |                     |                      | |

## Tổ tiên
| \| \| \| \| \| \| \| \| \| \| \| \| \| \| \| \| \| \| \| \| 16. Ernest I, Công tước của Brunswick-Lüneburg \| \| \| \| \| \| \| \| \| \| \| \| \| \| \| \| \| \| \| \| \| \| \| \| \| \| \| \| \| \| \| \| \| \| \| \| \| \| \| \| \| \| \| \| \| \| \| \| \| \| \| \| \| \| 8. William, Công tước của Brunswick-Lüneburg \| \| \| \| \| \| \| \| \| \| \| \| \| \| \| \| \| \| \| \| \| \| \| \| \| \| \| \| \| \| \| \| \| \| \| \| \| \| \| \| \| \| \| \| \| \| \| \| \| \| \| \| \| \| 17. Sophia của Mecklenburg-Schwerin \| \| \| \| \| \| \| \| \| \| \| \| \| \| \| \| \| \| \| \| \| \| \| \| \| \| \| \| \| \| \| \| \| \| \| \| \| \| \| \| \| \| \| \| \| \| \| \| \| \| \| \| \| \| 4. George, Công tước của Brunswick-Lüneburg \| \| \| \| \| \| \| \| \| \| \| \| \| \| \| \| \| \| \| \| \| \| \| \| \| \| \| \| \| \| \| \| \| \| \| \| \| \| \| \| \| \| \| \| \| \| \| \| \| \| \| \| \| \| 18. Christian III của Đan Mạch \| \| \| \| \| \| \| \| \| \| \| \| \| \| \| \| \| \| \| \| \| \| \| \| \| \| \| \| \| \| \| \| \| \| \| \| \| \| \| \| \| \| \| \| \| \| \| \| \| \| \| \| \| \| 9. Dorothea của Đan Mạch \| \| \| \| \| \| \| \| \| \| \| \| \| \| \| \| \| \| \| \| \| \| \| \| \| \| \| \| \| \| \| \| \| \| \| \| \| \| \| \| \| \| \| \| \| \| \| \| \| \| \| \| \| \| 19. Dorothea của Saxe-Lauenburg \| \| \| \| \| \| \| \| \| \| \| \| \| \| \| \| \| \| \| \| \| \| \| \| \| \| \| \| \| \| \| \| \| \| \| \| \| \| \| \| \| \| \| \| \| \| \| \| \| \| \| \| \| \| 2. Ernest Augustus, Tuyển hầu tước của Hanover \| \| \| \| \| \| \| \| \| \| \| \| \| \| \| \| \| \| \| \| \| \| \| \| \| \| \| \| \| \| \| \| \| \| \| \| \| \| \| \| \| \| \| \| \| \| \| \| \| \| \| \| \| \| 20. George I, Lvàgrave của Hesse-Darmstadt \| \| \| \| \| \| \| \| \| \| \| \| \| \| \| \| \| \| \| \| \| \| \| \| \| \| \| \| \| \| \| \| \| \| \| \| \| \| \| \| \| \| \| \| \| \| \| \| \| \| \| \| \| \| 10. Louis V, Lvàgrave của Hesse-Darmstadt \| \| \| \| \| \| \| \| \| \| \| \| \| \| \| \| \| \| \| \| \| \| \| \| \| \| \| \| \| \| \| \| \| \| \| \| \| \| \| \| \| \| \| \| \| \| \| \| \| \| \| \| \| \| 21. Magdalene của Lippe \| \| \| \| \| \| \| \| \| \| \| \| \| \| \| \| \| \| \| \| \| \| \| \| \| \| \| \| \| \| \| \| \| \| \| \| \| \| \| \| \| \| \| \| \| \| \| \| \| \| \| \| \| \| 5. Anne Eleonore của Hesse-Darmstadt \| \| \| \| \| \| \| \| \| \| \| \| \| \| \| \| \| \| \| \| \| \| \| \| \| \| \| \| \| \| \| \| \| \| \| \| \| \| \| \| \| \| \| \| \| \| \| \| \| \| \| \| \| \| 22. John George, Tuyển hầu tước của Brvàenburg \| \| \| \| \| \| \| \| \| \| \| \| \| \| \| \| \| \| \| \| \| \| \| \| \| \| \| \| \| \| \| \| \| \| \| \| \| \| \| \| \| \| \| \| \| \| \| \| \| \| \| \| \| \| 11. Magdalene của Brvàenburg \| \| \| \| \| \| \| \| \| \| \| \| \| \| \| \| \| \| \| \| \| \| \| \| \| \| \| \| \| \| \| \| \| \| \| \| \| \| \| \| \| \| \| \| \| \| \| \| \| \| \| \| \| \| 23. Elisabeth của Anhalt-Zerbst \| \| \| \| \| \| \| \| \| \| \| \| \| \| \| \| \| \| \| \| \| \| \| \| \| \| \| \| \| \| \| \| \| \| \| \| \| \| \| \| \| \| \| \| \| \| \| \| \| \| \| \| \| \| 1. George I của Great Britain \| \| \| \| \| \| \| \| \| \| \| \| \| \| \| \| \| \| \| \| \| \| \| \| \| \| \| \| \| \| \| \| \| \| \| \| \| \| \| \| \| \| \| \| \| \| \| \| \| \| \| \| \| \| 24. Louis VI, Tuyển hầu tước Palatine \| \| \| \| \| \| \| \| \| \| \| \| \| \| \| \| \| \| \| \| \| \| \| \| \| \| \| \| \| \| \| \| \| \| \| \| \| \| \| \| \| \| \| \| \| \| \| \| \| \| \| \| \| \| 12. Frederick IV, Tuyển hầu tước Palatine \| \| \| \| \| \| \| \| \| \| \| \| \| \| \| \| \| \| \| \| \| \| \| \| \| \| \| \| \| \| \| \| \| \| \| \| \| \| \| \| \| \| \| \| \| \| \| \| \| \| \| \| \| \| 25. Elisabeth của Hesse \| \| \| \| \| \| \| \| \| \| \| \| \| \| \| \| \| \| \| \| \| \| \| \| \| \| \| \| \| \| \| \| \| \| \| \| \| \| \| \| \| \| \| \| \| \| \| \| \| \| \| \| \| \| 6. Frederick V, Tuyển hầu tước Palatine \| \| \| \| \| \| \| \| \| \| \| \| \| \| \| \| \| \| \| \| \| \| \| \| \| \| \| \| \| \| \| \| \| \| \| \| \| \| \| \| \| \| \| \| \| \| \| \| \| \| \| \| \| \| 26. William I, Hoàng thân của Orange \| \| \| \| \| \| \| \| \| \| \| \| \| \| \| \| \| \| \| \| \| \| \| \| \| \| \| \| \| \| \| \| \| \| \| \| \| \| \| \| \| \| \| \| \| \| \| \| \| \| \| \| \| \| 13. Louise Juliana của Orange-Nassau \| \| \| \| \| \| \| \| \| \| \| \| \| \| \| \| \| \| \| \| \| \| \| \| \| \| \| \| \| \| \| \| \| \| \| \| \| \| \| \| \| \| \| \| \| \| \| \| \| \| \| \| \| \| 27. Charlotte xứ Bourbon \| \| \| \| \| \| \| \| \| \| \| \| \| \| \| \| \| \| \| \| \| \| \| \| \| \| \| \| \| \| \| \| \| \| \| \| \| \| \| \| \| \| \| \| \| \| \| \| \| \| \| \| \| \| 3. Sophia, Công nương Palatine của the Rhine \| \| \| \| \| \| \| \| \| \| \| \| \| \| \| \| \| \| \| \| \| \| \| \| \| \| \| \| \| \| \| \| \| \| \| \| \| \| \| \| \| \| \| \| \| \| \| \| \| \| \| \| \| \| 28. Henry Stuart, Công tước xứ Albany \| \| \| \| \| \| \| \| \| \| \| \| \| \| \| \| \| \| \| \| \| \| \| \| \| \| \| \| \| \| \| \| \| \| \| \| \| \| \| \| \| \| \| \| \| \| \| \| \| \| \| \| \| \| 14. James I của Anh của Anh và Scotland \| \| \| \| \| \| \| \| \| \| \| \| \| \| \| \| \| \| \| \| \| \| \| \| \| \| \| \| \| \| \| \| \| \| \| \| \| \| \| \| \| \| \| \| \| \| \| \| \| \| \| \| \| \| 29. Mary I của Scotland \| \| \| \| \| \| \| \| \| \| \| \| \| \| \| \| \| \| \| \| \| \| \| \| \| \| \| \| \| \| \| \| \| \| \| \| \| \| \| \| \| \| \| \| \| \| \| \| \| \| \| \| \| \| 7. Elizabeth Stuart \| \| \| \| \| \| \| \| \| \| \| \| \| \| \| \| \| \| \| \| \| \| \| \| \| \| \| \| \| \| \| \| \| \| \| \| \| \| \| \| \| \| \| \| \| \| \| \| \| \| \| \| \| \| 30. Frederick II của Đan Mạch \| \| \| \| \| \| \| \| \| \| \| \| \| \| \| \| \| \| \| \| \| \| \| \| \| \| \| \| \| \| \| \| \| \| \| \| \| \| \| \| \| \| \| \| \| \| \| \| \| \| \| \| \| \| 15. Anne của Đan Mạch \| \| \| \| \| \| \| \| \| \| \| \| \| \| \| \| \| \| \| \| \| \| \| \| \| \| \| \| \| \| \| \| \| \| \| \| \| \| \| \| \| \| \| \| \| \| \| \| \| \| \| \| \| \| 31. Sophie của Mecklenburg-Güstrow \| \| \| \| \| \| \| \| \| \| \| \| \| \| \| \| \| \| \| \| \| \| \| \| \| \| \| \| \| \| \| \| \| \| \| \| \| \| \| \| \| \| \| \| \| \| \| \| \| \| \| \| |                                                |  |  |  |  |  |  |  |  |  |  |  |  |  |  |  |
| |                                                |  |  |  |  |  |  |  |  |  |  |  |  |  |  |  |
| | 16. Ernest I, Công tước của Brunswick-Lüneburg |  |  |  |  |  |  |  |  |  |  |  |  |  |  |  |
| |                                                |  |  |  |  |  |  |  |  |  |  |  |  |  |  |  |
| |                                                |  |  |  |  |  |  |  |  |  |  |  |  |  |  |  |
| | 8. William, Công tước của Brunswick-Lüneburg   |  |  |  |  |  |  |  |  |  |  |  |  |  |  |  |
| |                                                |  |  |  |  |  |  |  |  |  |  |  |  |  |  |  |
| |                                                |  |  |  |  |  |  |  |  |  |  |  |  |  |  |  |
| | 17. Sophia của Mecklenburg-Schwerin            |  |  |  |  |  |  |  |  |  |  |  |  |  |  |  |
| |                                                |  |  |  |  |  |  |  |  |  |  |  |  |  |  |  |
| |                                                |  |  |  |  |  |  |  |  |  |  |  |  |  |  |  |
| | 4. George, Công tước của Brunswick-Lüneburg    |  |  |  |  |  |  |  |  |  |  |  |  |  |  |  |
| |                                                |  |  |  |  |  |  |  |  |  |  |  |  |  |  |  |
| |                                                |  |  |  |  |  |  |  |  |  |  |  |  |  |  |  |
| | 18. Christian III của Đan Mạch                 |  |  |  |  |  |  |  |  |  |  |  |  |  |  |  |
| |                                                |  |  |  |  |  |  |  |  |  |  |  |  |  |  |  |
| |                                                |  |  |  |  |  |  |  |  |  |  |  |  |  |  |  |
| | 9. Dorothea của Đan Mạch                       |  |  |  |  |  |  |  |  |  |  |  |  |  |  |  |
| |                                                |  |  |  |  |  |  |  |  |  |  |  |  |  |  |  |
| |                                                |  |  |  |  |  |  |  |  |  |  |  |  |  |  |  |
| | 19. Dorothea của Saxe-Lauenburg                |  |  |  |  |  |  |  |  |  |  |  |  |  |  |  |
| |                                                |  |  |  |  |  |  |  |  |  |  |  |  |  |  |  |
| |                                                |  |  |  |  |  |  |  |  |  |  |  |  |  |  |  |
| | 2. Ernest Augustus, Tuyển hầu tước của Hanover |  |  |  |  |  |  |  |  |  |  |  |  |  |  |  |
| |                                                |  |  |  |  |  |  |  |  |  |  |  |  |  |  |  |
| |                                                |  |  |  |  |  |  |  |  |  |  |  |  |  |  |  |
| | 20. George I, Lvàgrave của Hesse-Darmstadt     |  |  |  |  |  |  |  |  |  |  |  |  |  |  |  |
| |                                                |  |  |  |  |  |  |  |  |  |  |  |  |  |  |  |
| |                                                |  |  |  |  |  |  |  |  |  |  |  |  |  |  |  |
| | 10. Louis V, Lvàgrave của Hesse-Darmstadt      |  |  |  |  |  |  |  |  |  |  |  |  |  |  |  |
| |                                                |  |  |  |  |  |  |  |  |  |  |  |  |  |  |  |
| |                                                |  |  |  |  |  |  |  |  |  |  |  |  |  |  |  |
| | 21. Magdalene của Lippe                        |  |  |  |  |  |  |  |  |  |  |  |  |  |  |  |
| |                                                |  |  |  |  |  |  |  |  |  |  |  |  |  |  |  |
| |                                                |  |  |  |  |  |  |  |  |  |  |  |  |  |  |  |
| | 5. Anne Eleonore của Hesse-Darmstadt           |  |  |  |  |  |  |  |  |  |  |  |  |  |  |  |
| |                                                |  |  |  |  |  |  |  |  |  |  |  |  |  |  |  |
| |                                                |  |  |  |  |  |  |  |  |  |  |  |  |  |  |  |
| | 22. John George, Tuyển hầu tước của Brvàenburg |  |  |  |  |  |  |  |  |  |  |  |  |  |  |  |
| |                                                |  |  |  |  |  |  |  |  |  |  |  |  |  |  |  |
| |                                                |  |  |  |  |  |  |  |  |  |  |  |  |  |  |  |
| | 11. Magdalene của Brvàenburg                   |  |  |  |  |  |  |  |  |  |  |  |  |  |  |  |
| |                                                |  |  |  |  |  |  |  |  |  |  |  |  |  |  |  |
| |                                                |  |  |  |  |  |  |  |  |  |  |  |  |  |  |  |
| | 23. Elisabeth của Anhalt-Zerbst                |  |  |  |  |  |  |  |  |  |  |  |  |  |  |  |
| |                                                |  |  |  |  |  |  |  |  |  |  |  |  |  |  |  |
| |                                                |  |  |  |  |  |  |  |  |  |  |  |  |  |  |  |
| | 1. George I của Great Britain                  |  |  |  |  |  |  |  |  |  |  |  |  |  |  |  |
| |                                                |  |  |  |  |  |  |  |  |  |  |  |  |  |  |  |
| |                                                |  |  |  |  |  |  |  |  |  |  |  |  |  |  |  |
| | 24. Louis VI, Tuyển hầu tước Palatine          |  |  |  |  |  |  |  |  |  |  |  |  |  |  |  |
| |                                                |  |  |  |  |  |  |  |  |  |  |  |  |  |  |  |
| |                                                |  |  |  |  |  |  |  |  |  |  |  |  |  |  |  |
| | 12. Frederick IV, Tuyển hầu tước Palatine      |  |  |  |  |  |  |  |  |  |  |  |  |  |  |  |
| |                                                |  |  |  |  |  |  |  |  |  |  |  |  |  |  |  |
| |                                                |  |  |  |  |  |  |  |  |  |  |  |  |  |  |  |
| | 25. Elisabeth của Hesse                        |  |  |  |  |  |  |  |  |  |  |  |  |  |  |  |
| |                                                |  |  |  |  |  |  |  |  |  |  |  |  |  |  |  |
| |                                                |  |  |  |  |  |  |  |  |  |  |  |  |  |  |  |
| | 6. Frederick V, Tuyển hầu tước Palatine        |  |  |  |  |  |  |  |  |  |  |  |  |  |  |  |
| |                                                |  |  |  |  |  |  |  |  |  |  |  |  |  |  |  |
| |                                                |  |  |  |  |  |  |  |  |  |  |  |  |  |  |  |
| | 26. William I, Hoàng thân của Orange           |  |  |  |  |  |  |  |  |  |  |  |  |  |  |  |
| |                                                |  |  |  |  |  |  |  |  |  |  |  |  |  |  |  |
| |                                                |  |  |  |  |  |  |  |  |  |  |  |  |  |  |  |
| | 13. Louise Juliana của Orange-Nassau           |  |  |  |  |  |  |  |  |  |  |  |  |  |  |  |
| |                                                |  |  |  |  |  |  |  |  |  |  |  |  |  |  |  |
| |                                                |  |  |  |  |  |  |  |  |  |  |  |  |  |  |  |
| | 27. Charlotte xứ Bourbon                       |  |  |  |  |  |  |  |  |  |  |  |  |  |  |  |
| |                                                |  |  |  |  |  |  |  |  |  |  |  |  |  |  |  |
| |                                                |  |  |  |  |  |  |  |  |  |  |  |  |  |  |  |
| | 3. Sophia, Công nương Palatine của the Rhine   |  |  |  |  |  |  |  |  |  |  |  |  |  |  |  |
| |                                                |  |  |  |  |  |  |  |  |  |  |  |  |  |  |  |
| |                                                |  |  |  |  |  |  |  |  |  |  |  |  |  |  |  |
| | 28. Henry Stuart, Công tước xứ Albany          |  |  |  |  |  |  |  |  |  |  |  |  |  |  |  |
| |                                                |  |  |  |  |  |  |  |  |  |  |  |  |  |  |  |
| |                                                |  |  |  |  |  |  |  |  |  |  |  |  |  |  |  |
| | 14. James I của Anh của Anh và Scotland        |  |  |  |  |  |  |  |  |  |  |  |  |  |  |  |
| |                                                |  |  |  |  |  |  |  |  |  |  |  |  |  |  |  |
| |                                                |  |  |  |  |  |  |  |  |  |  |  |  |  |  |  |
| | 29. Mary I của Scotland                        |  |  |  |  |  |  |  |  |  |  |  |  |  |  |  |
| |                                                |  |  |  |  |  |  |  |  |  |  |  |  |  |  |  |
| |                                                |  |  |  |  |  |  |  |  |  |  |  |  |  |  |  |
| | 7. Elizabeth Stuart                            |  |  |  |  |  |  |  |  |  |  |  |  |  |  |  |
| |                                                |  |  |  |  |  |  |  |  |  |  |  |  |  |  |  |
| |                                                |  |  |  |  |  |  |  |  |  |  |  |  |  |  |  |
| | 30. Frederick II của Đan Mạch                  |  |  |  |  |  |  |  |  |  |  |  |  |  |  |  |
| |                                                |  |  |  |  |  |  |  |  |  |  |  |  |  |  |  |
| |                                                |  |  |  |  |  |  |  |  |  |  |  |  |  |  |  |
| | 15. Anne của Đan Mạch                          |  |  |  |  |  |  |  |  |  |  |  |  |  |  |  |
| |                                                |  |  |  |  |  |  |  |  |  |  |  |  |  |  |  |
| |                                                |  |  |  |  |  |  |  |  |  |  |  |  |  |  |  |
| | 31. Sophie của Mecklenburg-Güstrow             |  |  |  |  |  |  |  |  |  |  |  |  |  |  |  |
| |                                                |  |  |  |  |  |  |  |  |  |  |  |  |  |  |  |
| |                                                |  |  |  |  |  |  |  |  |  |  |  |  |  |  |  |

### Phả hệ
|                            |                            |                            |                            |                            |                            |  |  |                      |                      |                      |                      |                      |                      |  |  |                          |                          | James I & VI 1566–1625   |                          |                          |                          |  |  |                 |                 |                 |                 |                     |                     |                     |                     |                     |                     |                     |                     |                           |                           |                           |                           |                           |                           |                           |                           |                           |                           |                           |                           |                           |                           |                          |                          |  |  |  |  |  |  |  |  |  |  |  |  |  |  |  |  |
|                            |                            |                            |                            |                            |                            |  |  |                      |                      |                      |                      |                      |                      |  |  |                          |                          |                          |                          |                          |                          |  |  |                 |                 |                 |                 |                     |                     |                     |                     |                     |                     |                     |                     |                           |                           |                           |                           |                           |                           |                           |                           |                           |                           |                           |                           |                           |                           |                          |                          |  |  |  |  |  |  |  |  |  |  |  |  |  |  |  |  |
|                            |                            |                            |                            |                            |                            |  |  |                      |                      |                      |                      |                      |                      |  |  |                          |                          |                          |                          |                          |                          |  |  |                 |                 |                 |                 |                     |                     |                     |                     |                     |                     |                     |                     |                           |                           |                           |                           |                           |                           |                           |                           |                           |                           |                           |                           |                           |                           |                          |                          |  |  |  |  |  |  |  |  |  |  |  |  |  |  |  |  |
|                            |                            |                            |                            |                            |                            |  |  | Charles I 1600–1649  | Charles I 1600–1649  | Charles I 1600–1649  | Charles I 1600–1649  | Charles I 1600–1649  | Charles I 1600–1649  |  |  |                          |                          |                          |                          |                          |                          |  |  |                 |                 |                 |                 | Elizabeth 1596–1662 | Elizabeth 1596–1662 | Elizabeth 1596–1662 | Elizabeth 1596–1662 | Elizabeth 1596–1662 | Elizabeth 1596–1662 |                     |                     |                           |                           |                           |                           | George 1582–1641          | George 1582–1641          | George 1582–1641          | George 1582–1641          | George 1582–1641          | George 1582–1641          |                           |                           |                           |                           |                          |                          |  |  |  |  |  |  |  |  |  |  |  |  |  |  |  |  |
|                            |                            |                            |                            |                            |                            |  |  | Charles I 1600–1649  | Charles I 1600–1649  | Charles I 1600–1649  | Charles I 1600–1649  | Charles I 1600–1649  | Charles I 1600–1649  |  |  |                          |                          |                          |                          |                          |                          |  |  |                 |                 |                 |                 | Elizabeth 1596–1662 | Elizabeth 1596–1662 | Elizabeth 1596–1662 | Elizabeth 1596–1662 | Elizabeth 1596–1662 | Elizabeth 1596–1662 |                     |                     |                           |                           |                           |                           | George 1582–1641          | George 1582–1641          | George 1582–1641          | George 1582–1641          | George 1582–1641          | George 1582–1641          |                           |                           |                           |                           |                          |                          |  |  |  |  |  |  |  |  |  |  |  |  |  |  |  |  |
|                            |                            |                            |                            |                            |                            |  |  |                      |                      |                      |                      |                      |                      |  |  |                          |                          |                          |                          |                          |                          |  |  |                 |                 |                 |                 |                     |                     |                     |                     |                     |                     |                     |                     |                           |                           |                           |                           |                           |                           |                           |                           |                           |                           |                           |                           |                           |                           |                          |                          |  |  |  |  |  |  |  |  |  |  |  |  |  |  |  |  |
| Mary Henrietta 1631–1660   | Mary Henrietta 1631–1660   | Mary Henrietta 1631–1660   | Mary Henrietta 1631–1660   | Mary Henrietta 1631–1660   | Mary Henrietta 1631–1660   |  |  | Charles II 1630–1685 | Charles II 1630–1685 | Charles II 1630–1685 | Charles II 1630–1685 | Charles II 1630–1685 | Charles II 1630–1685 |  |  | James II & VII 1633–1701 | James II & VII 1633–1701 | James II & VII 1633–1701 | James II & VII 1633–1701 | James II & VII 1633–1701 | James II & VII 1633–1701 |  |  |                 |                 |                 |                 | Sophie 1630–1714    | Sophie 1630–1714    | Sophie 1630–1714    | Sophie 1630–1714    | Sophie 1630–1714    | Sophie 1630–1714    |                     |                     | Ernest Augustus 1629–1698 | Ernest Augustus 1629–1698 | Ernest Augustus 1629–1698 | Ernest Augustus 1629–1698 | Ernest Augustus 1629–1698 | Ernest Augustus 1629–1698 |                           |                           |                           |                           | George William 1624–1705  | George William 1624–1705  | George William 1624–1705  | George William 1624–1705  | George William 1624–1705 | George William 1624–1705 |  |  |  |  |  |  |  |  |  |  |  |  |  |  |  |  |
| Mary Henrietta 1631–1660   | Mary Henrietta 1631–1660   | Mary Henrietta 1631–1660   | Mary Henrietta 1631–1660   | Mary Henrietta 1631–1660   | Mary Henrietta 1631–1660   |  |  | Charles II 1630–1685 | Charles II 1630–1685 | Charles II 1630–1685 | Charles II 1630–1685 | Charles II 1630–1685 | Charles II 1630–1685 |  |  | James II & VII 1633–1701 | James II & VII 1633–1701 | James II & VII 1633–1701 | James II & VII 1633–1701 | James II & VII 1633–1701 | James II & VII 1633–1701 |  |  |                 |                 |                 |                 | Sophie 1630–1714    | Sophie 1630–1714    | Sophie 1630–1714    | Sophie 1630–1714    | Sophie 1630–1714    | Sophie 1630–1714    |                     |                     | Ernest Augustus 1629–1698 | Ernest Augustus 1629–1698 | Ernest Augustus 1629–1698 | Ernest Augustus 1629–1698 | Ernest Augustus 1629–1698 | Ernest Augustus 1629–1698 |                           |                           |                           |                           | George William 1624–1705  | George William 1624–1705  | George William 1624–1705  | George William 1624–1705  | George William 1624–1705 | George William 1624–1705 |  |  |  |  |  |  |  |  |  |  |  |  |  |  |  |  |
|                            |                            |                            |                            |                            |                            |  |  |                      |                      |                      |                      |                      |                      |  |  |                          |                          |                          |                          |                          |                          |  |  |                 |                 |                 |                 |                     |                     |                     |                     |                     |                     |                     |                     |                           |                           |                           |                           |                           |                           |                           |                           |                           |                           |                           |                           |                           |                           |                          |                          |  |  |  |  |  |  |  |  |  |  |  |  |  |  |  |  |
|                            |                            |                            |                            |                            |                            |  |  |                      |                      |                      |                      |                      |                      |  |  |                          |                          |                          |                          |                          |                          |  |  |                 |                 |                 |                 |                     |                     |                     |                     |                     |                     |                     |                     |                           |                           |                           |                           |                           |                           |                           |                           |                           |                           |                           |                           |                           |                           |                          |                          |  |  |  |  |  |  |  |  |  |  |  |  |  |  |  |  |
| William III & II 1650–1702 | William III & II 1650–1702 | William III & II 1650–1702 | William III & II 1650–1702 | William III & II 1650–1702 | William III & II 1650–1702 |  |  | Mary II 1662–1694    | Mary II 1662–1694    | Mary II 1662–1694    | Mary II 1662–1694    | Mary II 1662–1694    | Mary II 1662–1694    |  |  | Anne I 1665–1714         | Anne I 1665–1714         | Anne I 1665–1714         | Anne I 1665–1714         | Anne I 1665–1714         | Anne I 1665–1714         |  |  | James 1688–1766 | James 1688–1766 | James 1688–1766 | James 1688–1766 | James 1688–1766     | James 1688–1766     |                     |                     | George I 1660–1727  | George I 1660–1727  | George I 1660–1727  | George I 1660–1727  | George I 1660–1727        | George I 1660–1727        |                           |                           |                           |                           |                           |                           | Sophia Dorothea 1666–1726 | Sophia Dorothea 1666–1726 | Sophia Dorothea 1666–1726 | Sophia Dorothea 1666–1726 | Sophia Dorothea 1666–1726 | Sophia Dorothea 1666–1726 |                          |                          |  |  |  |  |  |  |  |  |  |  |  |  |  |  |  |  |
| William III & II 1650–1702 | William III & II 1650–1702 | William III & II 1650–1702 | William III & II 1650–1702 | William III & II 1650–1702 | William III & II 1650–1702 |  |  | Mary II 1662–1694    | Mary II 1662–1694    | Mary II 1662–1694    | Mary II 1662–1694    | Mary II 1662–1694    | Mary II 1662–1694    |  |  | Anne I 1665–1714         | Anne I 1665–1714         | Anne I 1665–1714         | Anne I 1665–1714         | Anne I 1665–1714         | Anne I 1665–1714         |  |  | James 1688–1766 | James 1688–1766 | James 1688–1766 | James 1688–1766 | James 1688–1766     | James 1688–1766     |                     |                     | George I 1660–1727  | George I 1660–1727  | George I 1660–1727  | George I 1660–1727  | George I 1660–1727        | George I 1660–1727        |                           |                           |                           |                           |                           |                           | Sophia Dorothea 1666–1726 | Sophia Dorothea 1666–1726 | Sophia Dorothea 1666–1726 | Sophia Dorothea 1666–1726 | Sophia Dorothea 1666–1726 | Sophia Dorothea 1666–1726 |                          |                          |  |  |  |  |  |  |  |  |  |  |  |  |  |  |  |  |
|                            |                            |                            |                            |                            |                            |  |  |                      |                      |                      |                      |                      |                      |  |  |                          |                          |                          |                          |                          |                          |  |  |                 |                 |                 |                 |                     |                     |                     |                     |                     |                     |                     |                     |                           |                           |                           |                           |                           |                           |                           |                           |                           |                           |                           |                           |                           |                           |                          |                          |  |  |  |  |  |  |  |  |  |  |  |  |  |  |  |  |
|                            |                            |                            |                            |                            |                            |  |  |                      |                      |                      |                      |                      |                      |  |  |                          |                          |                          |                          |                          |                          |  |  |                 |                 |                 |                 |                     |                     |                     |                     |                     |                     |                     |                     |                           |                           |                           |                           |                           |                           |                           |                           |                           |                           |                           |                           |                           |                           |                          |                          |  |  |  |  |  |  |  |  |  |  |  |  |  |  |  |  |
|                            |                            |                            |                            |                            |                            |  |  |                      |                      |                      |                      |                      |                      |  |  | William 1689–1700        | William 1689–1700        | William 1689–1700        | William 1689–1700        | William 1689–1700        | William 1689–1700        |  |  |                 |                 |                 |                 |                     |                     |                     |                     |                     |                     | George II 1683–1760 | George II 1683–1760 | George II 1683–1760       | George II 1683–1760       | George II 1683–1760       | George II 1683–1760       |                           |                           | Sophia Dorothea 1687–1757 | Sophia Dorothea 1687–1757 | Sophia Dorothea 1687–1757 | Sophia Dorothea 1687–1757 | Sophia Dorothea 1687–1757 | Sophia Dorothea 1687–1757 |                           |                           |                          |                          |  |  |  |  |  |  |  |  |  |  |  |  |  |  |  |  |